# فولكسشتورمجيفير
فولكس ستورمغوير Volkssturmgewehr («بندقية هجوم للفرد»)  هو اسم العديد من تصاميم البنادق التي طورتها ألمانيا النازية خلال الأشهر الأخيرة من الحرب العالمية الثانية. يتشاركون في السمة المشتركة المتمثلة في التبسيط إلى حد كبير كمحاولة للتغلب على النقص الحاد في الموارد والقدرة الصناعية في ألمانيا خلال الفترة الأخيرة من الحرب.
يمكن ترجمة اسم السلاح مباشرة إما باسم«بندقية هجوم الناس» أو «بندقية فولكسستور». «فولكس ستورم»، قوة الدفاع عن المليشيات الألمانية في أواخر الحرب، تعني «اعتداء الشعب»؛ تترجم بندقية هجومية 44 (StG44) كـ «بندقية هجومية» ("Sturm" أو "-sturm" لها المعنى الأساسي للعاصفة).

## Primitiv-Waffen-Programm
كتدبير أخير في الحرب التي ضاعت تقريبا، في 18 أكتوبر 1944 تم تعبئة دويتشر فولكسستورم - ميليشيا وطنية ألمانية. لتسليحهم في ظل ظروف القوى العاملة المستنفدة وقدرات الإنتاج المحدودة المتاحة، تم إطلاق برنامج Primitiv-Waffen-Programm («برنامج الأسلحة البدائية»). ودعا إلى إنتاج أسلحة سهلة التصنيع قدر الإمكان. صمم فالتر بندقية فولكس ستورمغويهرVG 1 ، Spreewerk Berlin the VG 2 وراينميتال the VG 3 وماوزر the VG 4 واشتاير the VG 5 (المعروف أيضًا باسم VK 98). أشهرها هي سيارة فولكس ستورمغوير التي صممها غوستلوف والتي كانت عبارة عن بندقية نصف آلية.